# Hedbergia
Hedbergia – rodzaj roślin z rodziny zarazowatych (Orobanchaceae). Obejmuje trzy gatunki występujące w tropikalnej Afryce oraz w Jemenie. 

## Morfologia
PokrójOwłosione byliny o łodygach okrągłych i prosto wzniesionych.
LiścieŁodygowe, naprzeciwległe, siedzące, eliptyczne do lancetowatych, piłkowane lub karbowane na brzegu.
KwiatyWyrastają na krótkich szypułkach z kątów górnych liści. Kielich dzwonkowaty, z czterema, głęboko rozciętymi ząbkami. Korona biała, różowa do fioletowej, w dole z rurką dzwonkowatą zakończoną 5 zaokrąglonymi, podobnej wielkości łatkami. Pręciki cztery, schowane w rurce korony. Zalążnia wąskoeliptyczna do podługowatej.
OwoceTorebki zawierające liczne nasiona z podłużnymi skrzydełkami.

## Systematyka
Pozycja systematyczna
Rodzaj z rodziny zarazowatych Orobanchaceae, w której obrębie klasyfikowany jest do plemienia Rhinantheae.
Wykaz gatunków
- Hedbergia abyssinica (Hochst. ex Benth.) Molau
- Hedbergia decurva (Hochst. ex Benth.) A.Fleischm. & Heubl
- Hedbergia longiflora (Hochst. ex Benth.) A.Fleischm. & Heubl